# بریستول ایروپلین
شرکت بریستول ایروپلین (به انگلیسی: Bristol Aeroplane Company) که در اصل شرکت بریتیش اند کلنیال ایروپلین (به انگلیسی: British and Colonial Aeroplane Company) نام داشت یکی از نخستین و مهمترین شرکت‌های هوانوردی بریتانیا بود که در زمینهٔ طراحی و ساخت هواپیما و موتور هواپیما فعالیت داشت. برجسته‌ترین هواپیماهایی که به وسیلهٔ این شرکت تولید شدند عبارتند از باکسکایت، اف.۲ فایتر، بولداگ، بلنهیم، بیوفایتر و بریتانیا. همچنین بسیاری از کارهای مقدماتی که منجر به ساخت کنکورد شد به وسیلهٔ این شرکت انجام گردید. در سال ۱۹۵۶ فعالیت‌های آن به دو بخش بریستول ایرکرفت و بریستول ایروانجنین تقسیم شد. در سال ۱۹۵۹ بریستول ایرکرفت با چندین شرکت اصلی هواگردسازی بریتانیایی ادغام شد و شرکت بریتیش ایرکرفت را پدید آورد. از سوی دیگر بریستول ایرو انجینز با آرمسترانگ سیدلی ادغام شد و بریستول سیدلی را تشکیل داد.
شرکت بریستول ایروپلین به بقای خود اداممه داد و یکی از اجزای تشکیل دهندهٔ شرکت ملی شدهٔ بریتیش ایروسپیس که اکنون بی‌ای‌ئی سیستمز نامیده می‌شود گردید. بریستول سیدلی در سال ۱۹۶۶ به وسیلهٔ رولز-رویس لیمیتد خریداری شد و رولز-رویس لیمیتد به ساخت و بازاریابی موتورهای طراحی شدهٔ بریستول ادامه داد. کارخانه‌های بریستول ایروپلین در فیلتون تقریباً ۶ کیلومتری شمال مرکز شهر بریستول بود. بی‌ای‌ئی سیستمز، ایرباس، رولز-رویس، ام‌بی‌دی‌ای و جی‌کی‌ان هنوز در فیلتون جایی که بریستول ایروپلین فعالیت داشت حضور دارند.